# Ann-Marie Ljungberg
Ann-Marie Fredrika Ljungberg, född 28 april 1964 i Haparanda, är en svensk författare, skribent och översättare.

## Biografi
Ann-Marie Ljungberg är född i Haparanda och uppvuxen i Piteå. Hon är utbildad naturvårdsbiolog.
Hon har tillfälligt arbetat i de norska städerna Vardø och Kautokeino, men bor sedan länge i Göteborg och frilansar som krönikör samt kultur- och vänsterpolitisk skribent.
År 1998 publicerades hennes debutroman Resan till Kautokeino. År 2000 publicerades hennes andra roman Färjenäs, som utspelas i stadsdelen Färjenäs (egentligen Färjestaden) på Hisingen i Göteborg.
2005 publicerades hennes tredje roman, Simone de Beauvoirs hjärta, för vilken hon blev nominerad till Augustpriset för skönlitterär bok. 2009 publicerades hennes nästa roman, Mörker, stanna hos mig, som handlar om attentatet mot Norrskensflamman 1940. Den har även översatts till tyska.
I den filosofisk-politiska essän I fallinjen. En essä om prekärfeminism som publicerades 2015 definierar Ljungberg begreppet prekärfeminism.

### Översättare
Ljungberg översätter från engelska och norska till svenska, och har bland annat översatt tre av Linn Ullmanns romaner och Jenny Nordbergs bok De förklädda flickorna i Kabul (2014).

### Familj
Ann-Marie Ljungberg är sedan 2013 gift med författaren och teaterchefen Björn Sandmark. 

## Priser och utmärkelser
- 2000 – Rubus arcticus
- 2001 – Göteborgs Stads författarstipendium